# Coll de Clapier

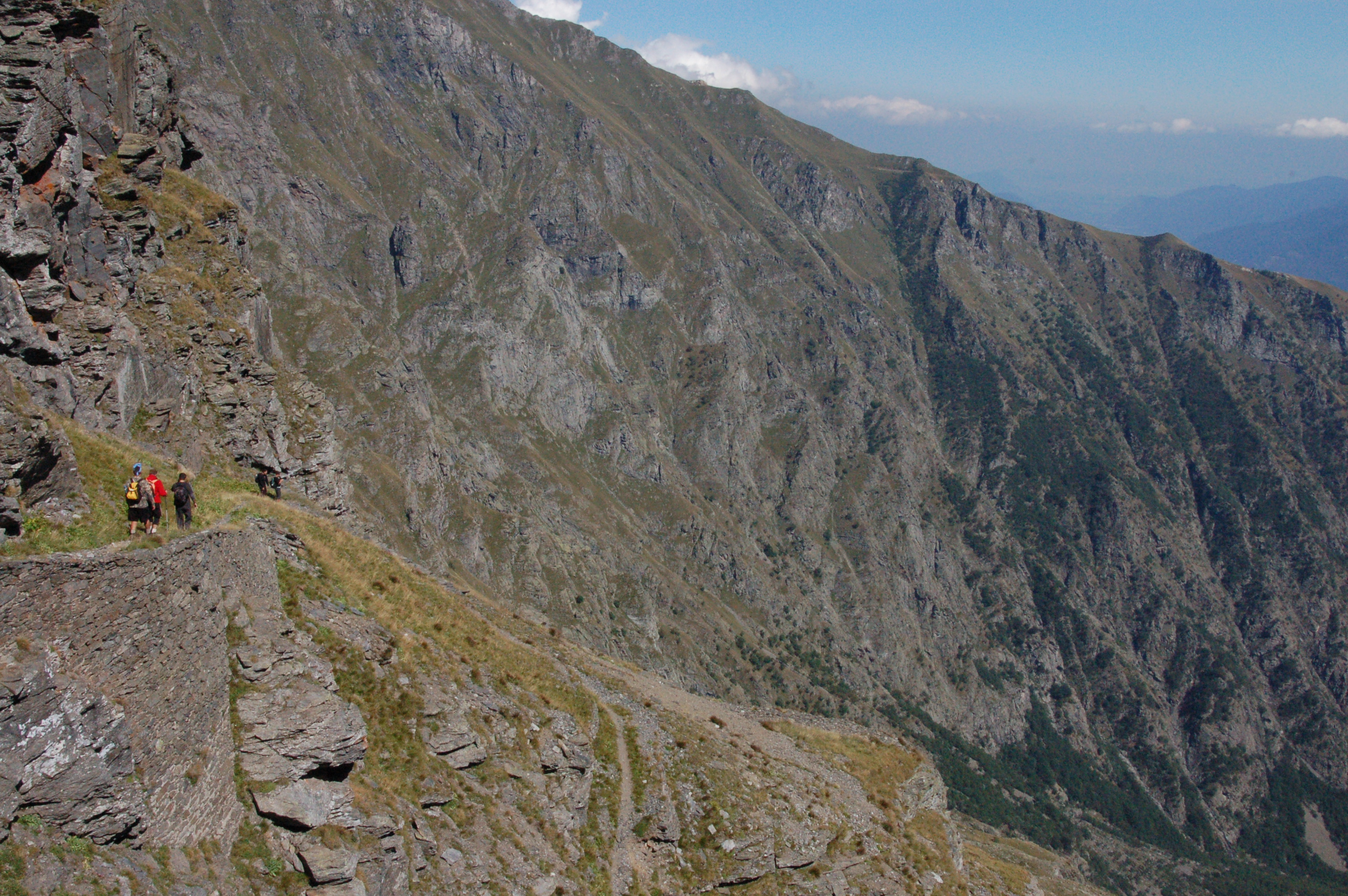
Col de Clapier, baixada a Susa

Coll de Clapier (en francès Col Clapier o Col de Savine, italià Colle Clapier) és un pas de muntanya uns 2,477-m d'altura (8,127 ft) sobre el massís muntanyós Mont Cenis als Alps Cotians i els Alps Graians entre Savoia a França i el Piemont a Itàlia. El camí de ferradura va des de Bramans (1220 m) fins a Susa (503 m). No hi ha cap camí ferm.

## Arqueologia
El coll de Clapier es considera una possible ruta per al famós pas d'Hanníbal pels Alps en el seu viatge des de la vall del riu Roine (en francès, Roine) fins a Itàlia.
Del 2004 al 2008, Patrick Hunt, un estudiós de la Universitat Stanford, ha dirigit nombroses expedicions arqueològiques pel coll de Clapier per investigar la possibilitat que Hanníbal utilitzès el pas per travessar els Alps amb el seu exèrcit. La investigació de Hunt ha implicat estudis topogràfics, mostreig de sòls i roques, exploració de les diverses rutes històriques i modernes del coll de Clapier i comparacions dels relats de Polibi i Livi sobre el pas d'Hanníbal a la geografia regional i local. (Vegeu Hannibal in the Alps: Stanford Alpine Archaeology Project 1994-2006)
El 1959, va ser la ruta planificada per a l'expedició alpina britànica d'Aníbal, però una caiguda de roques va fer que l'expedició fes marxa enrere i portés el seu elefant a Susa a través del coll del Mont Cenis.